# Чесноковка (Переволоцкий район)
Чесноковка — село в Переволоцком районе Оренбургской области, административный центр и единственный населенный пункт сельского поселения  Чесноковский сельсовет.

## География
Находится на правом берегу реки Урал на расстоянии примерно 22 километра по прямой на юг от районного центра поселка Переволоцкий.

## История
Село было основано как форпост в 1760-х годах служилыми татарами. 

## Население
Население составляло 1378 человек в 2002 году (88% татары),  1403 по переписи 2010 года.

## Достопримечательности
Памятник Пугачёву.